# Edson Lemaire
Edson Lemaire (ur. 31 października 1990) – piłkarz z Tahiti grający na pozycji obrońcy.

## Kariera klubowa
Karierę piłkarską Lemaire rozpoczął w klubie AS Vairao. W 2011 roku zadebiutował w nim w pierwszej lidze Tahiti.

## Kariera reprezentacyjna
W reprezentacji Tahiti Lemaire zadebiutował 5 czerwca 2012 w wygranym 4-1 meczu eliminacji Mistrzostw Świata z Vanuatu. W tym samym roku wystąpił z Tahiti w Pucharze Narodów Oceanii. Tahiti ten turniej wygrało po raz pierwszy w historii.